# Іріс Лескано
Іріс Лескано (ісп. Iris Lezcano; нар. 6 листопада 1985, Алдая, Іспанія) — іспанська театральна та кіноакторка. 

## Біографія
Іріс Лескано народилася 6 листопада 1985 року в Алдаї. Закінчила Вищу школу драматичного мистецтва (Валенсія). Лескано працює в театрі та бере участь у телевізійних проектах. У 2016 році Рада провінції Валенсії обрала Іріс для головної ролі в рекламному відео для нового туристичного бренду в провінції.

## Фільмографія
- Комісар (2005)
- Біла садиба (2009 - 2013; 2021 - 2022)